# Fremder Ehrenpreis
Der Fremde Ehrenpreis (Veronica peregrina) ist eine Pflanzenart in der Familie der Wegerichgewächse (Plantaginaceae). Sie ist ein in Mitteleuropa gebietsweise eingebürgerter Neophyt.

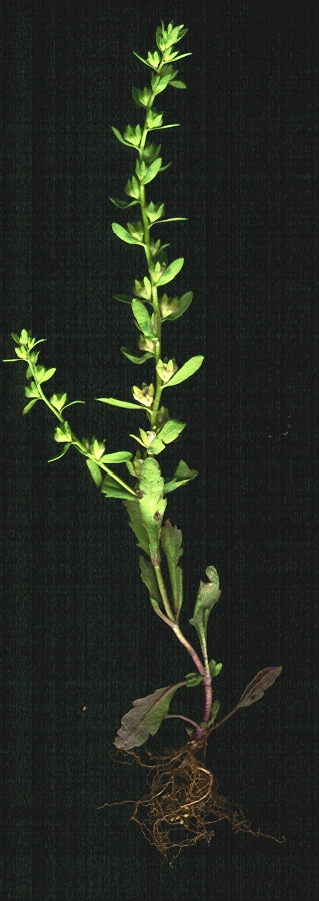
Fremder Ehrenpreis (Veronica peregrina)

## Beschreibung
Der Fremde Ehrenpreis wächst als einjährige krautige Pflanze und erreicht Wuchshöhen zwischen 5 und 30 cm. Der aufrechte und in der Regel im unteren Teil ästig verzweigte Stängel ist kahl (Veronica peregrina subsp. peregrina) bis zerstreut drüsig-flaumig behaart (Veronica peregrina subsp. xalapensis).
Die kahlen, etwas bläulich-grünen Laubblätter sind länglich-elliptisch oder verkehrt-eilänglich geformt. Sie sind ganzrandig oder gekerbt-gesägt und drei- bis fünfmal so lang wie breit. Die oberen Laubblätter sind meist schmaler und fast spatelig geformt.
Der Fremde Ehrenpreis blüht vorwiegend in den Monaten April bis Juni. Die Blüten stehen in endständigen, mäßig verlängerten, traubigen Blütenständen zusammen. Die Deckblätter sind mehrmals länger als die Blüten. Die zwittrigen Blüten besitzen einen Durchmesser von 3 bis 5 mm. Die Krone ist bläulich oder weiß und besitzt meist keine Streifen.
Die Kapselfrucht ist rundlich bis herzförmig, etwas gedunsen und gänzlich kahl. Sie wird vom Kelch überragt.
Die Chromosomenzahl beträgt 2n = 52.

## Vorkommen
Der Fremde Ehrenpreis stammt aus den gebirgigen Gegenden Mittel- und Südamerikas und besitzt eine subozeanische Ausbreitungstendenz. Inzwischen findet man den Fremden Ehrenpreis auch in Europa, Australien und Ostasien.
In Deutschland, Österreich und der Schweiz kommt Veronica peregrina zerstreut bis selten vor. Gebietsweise, so in Südwestdeutschland hat er sich bereits eingebürgert und ist recht häufig zu finden.
Der Fremde Ehrenpreis wächst in Kleinseggengesellschaften, an Ufern, Gräben, auf Äckern und an Wegrändern. Er bevorzugt meist feuchte, schwere Lehm- oder Tonböden. Er kommt in Mitteleuropa vor in Gesellschaften der Verbände Bidention tripartitae, Agropyro-Rumicion, Nanocyperion und in denen der Ordnung Convolvuletalia sepium.

## Systematik
Man kann folgende Unterarten unterscheiden:
- Veronica peregrina L. subsp. peregrina
- Veronica peregrina subsp. xalapensis (Kunth) Pennell: Sie kommt in Slowenien vor.[2]